# Odontostoechus
Odontostoechus is een monotypisch geslacht van straalvinnige vissen uit de familie van de karperzalmen (Characidae).

## Soort
- Odontostoechus lethostigmus Gomes, 1947